# Christine Magnuson
Christine Magnuson (* 17. Oktober 1985 in Tinley Park) ist eine US-amerikanische Schwimmerin, die vor allem auf den Schmetterlingsstrecken erfolgreich ist.
Christine Magnuson studiert Bewegungswissenschaften an der University of Tennessee, wo sie von Matt Kredich trainiert wird. Sie lebt in Tinley Park und startet für das Team ihrer Universität. Den Durchbruch im Schwimmsport schaffte Magnuson erst recht spät 2007. In dem Jahr wurde sie Dritte bei den US-Titelkämpfen über 100 m Schmetterling. Bei den US-Trials 2008 wurde sie Achte über 50 m Freistil und siegte über 100 m Schmetterling. Damit qualifizierte sie sich auf der Schmetterlings-Strecke für die Olympischen Spiele in Peking. Am 11. August gewann Magnuson dort hinter der Australierin Lisbeth Trickett die Silbermedaille.